# Championnats pan-pacifiques 1987
Navigation
Édition précédente Édition suivante
Les 2es Championnats pan-pacifiques se déroulent à Brisbane ( Australie), du 13 au 16 août 1987. 

## Tableau des médailles
| Rang | Nation           | Or | Argent | Bronze | Total |
| ---- | ---------------- | -- | ------ | ------ | ----- |
| 1    | États-Unis       | 24 | 14     | 7      | 45    |
| 2    | Australie        | 4  | 6      | 13     | 23    |
| 3    | Canada           | 3  | 8      | 8      | 19    |
| 4    | Chine            | 1  | 2      | 2      | 5     |
| 5    | Japon            | 0  | 2      | 1      | 3     |
| 6    | Nouvelle-Zélande | 0  | 0      | 1      | 1     |
|      | Total            | 32 | 32     | 32     | 96    |

## Podiums

### Hommes
| Épreuves           | Or                                                             | Or               | Argent         | Argent         | Bronze          | Bronze         |
| ------------------ | -------------------------------------------------------------- | ---------------- | -------------- | -------------- | --------------- | -------------- |
| Nage libre         |                                                                |                  |                |                |                 |                |
| 50 m               | Tom Jager                                                      | 22 s 32 RM       | Matt Biondi    | 22 s 61        | Andrew Baildon  | 23 s 45        |
| 100 m              | Matt Biondi                                                    | 49 s 73          | Craig Oppel    | 50 s 11        | Tom Stachewicz  | 50 s 84        |
| 200 m              | Craig Oppel                                                    | 1 min 49 s 12    | Tom Stachewicz | 1 min 49 s 61  | Marcel Gery     | 1 min 49 s 84  |
| 400 m              | Matt Cetlinski                                                 | 3 min 49 s 51    | Sean Killion   | 3 min 52 s 47  | Jason Plummer   | 3 min 53 s 50  |
| 1 500 m            | Mike McKenzie                                                  | 15 min 08 s 08   | Dan Jorgensen  | 15 min 12 s 09 | Jason Plummer   | 15 min 17 s 23 |
| Dos                |                                                                |                  |                |                |                 |                |
| 100 m              | Mark Tewksbury                                                 | 55 s 89          | Daichi Suzuki  | 56 s 07        | Paul Kingsman   | 57 s 55        |
| 200 m              | Dan Veatch                                                     | 2 min 01 s 38    | Mark Tewksbury | 2 min 01 s 56  | Kevin Draxinger | 2 min 03 s 54  |
| Brasse             |                                                                |                  |                |                |                 |                |
| 100 m              | Victor Davis                                                   | 1 min 02 s 85    | Rich Schroeder | 1 min 03 s 27  | Rodney Lawson   | 1 min 04 s 37  |
| 200 m              | Steve Bentley                                                  | 2 min 14 s 99    | Brett Beedle   | 2 min 17 s 80  | Victor Davis    | 2 min 18 s 27  |
| Papillon           |                                                                |                  |                |                |                 |                |
| 100 m              | Pablo Morales                                                  | 53 s 37          | Jon Sieben     | 54 s 21        | Matt Biondi     | 54 s 34        |
| 200 m              | Melvin Stewart                                                 | 1 min 58 s 05    | Tom Ponting    | 1 min 58 s 99  | David Wilson    | 1 min 59 s 06  |
| 4 nages            |                                                                |                  |                |                |                 |                |
| 200 m              | David Wharton                                                  | 2 min 02 s 49    | Alex Baumann   | 2 min 02 s 50  | Pablo Morales   | 2 min 03 s 31  |
| 400 m              | David Wharton                                                  | 4 min 16 s 12 RM | Rob Woodhouse  | 4 min 18 s 05  | Alex Baumann    | 4 min 18 s 46  |
| Relais             |                                                                |                  |                |                |                 |                |
| 4x100 m nage libre | États-Unis Chris Jacobs Craig Oppel Troy Dalbey Matt Biondi    | 3 min 18 s 94    | Canada         | 3 min 21 s 74  | Australie       | 3 min 21 s 79  |
| 4x200 m nage libre | États-Unis Troy Dalbey Matt Biondi Matt Cetlinski Craig Oppel  | 7 min 17 s 94    | Australie      | 7 min 19 s 95  | Canada          | 7 min 28 s 91  |
| 4x100 m 4 nages    | États-Unis Dan Veatch Rich Schroeder Pablo Morales Matt Biondi | 3 min 41 s 73    | Canada         | 3 min 42 s 14  | Australie       | 3 min 45 s 17  |

### Femmes
| Épreuves           | Or                                                                | Or            | Argent            | Argent        | Bronze           | Bronze        |
| ------------------ | ----------------------------------------------------------------- | ------------- | ----------------- | ------------- | ---------------- | ------------- |
| Nage libre         |                                                                   |               |                   |               |                  |               |
| 50 m               | Anna Pettis-Scott                                                 | 26 s 16       | Lisa Dorman       | 26 s 33       | Karen van Wirdum | 26 s 44       |
| 100 m              | Dara Torres                                                       | 55 s 86       | Jenna Johnson     | 56 s 11       | Jane Kerr        | 57 s 13       |
| 200 m              | Mitzi Kremer                                                      | 2 min 01 s 34 | Susie Baumer      | 2 min 01 s 74 | Francie O'Leary  | 2 min 01 s 82 |
| 400 m              | Janet Evans                                                       | 4 min 09 s 32 | Julie McDonald    | 4 min 10 s 18 | Susie Baumer     | 4 min 11 s 32 |
| 800 m              | Julie McDonald                                                    | 8 min 23 s 18 | Janet Evans       | 8 min 33 s 11 | Donna Procter    | 8 min 34 s 47 |
| Dos                |                                                                   |               |                   |               |                  |               |
| 100 m              | Nicole Livingstone                                                | 1 min 02 s 64 | Kristen Kinehan   | 1 min 03 s 50 | Susan O'Brien    | 1 min 04 s 00 |
| 200 m              | Nicole Livingstone                                                | 2 min 11 s 84 | Andrea Hayes      | 2 min 13 s 12 | Beth Barr        | 2 min 14 s 21 |
| Brasse             |                                                                   |               |                   |               |                  |               |
| 100 m              | Allison Higson                                                    | 1 min 09 s 92 | Guylaine Cloutier | 1 min 11 s 24 | Huang Xiaomin    | 1 min 11 s 29 |
| 200 m              | Amy Shaw                                                          | 2 min 29 s 58 | Huang Xiaomin     | 2 min 29 s 66 | Susan Johnson    | 2 min 32 s 60 |
| Papillon           |                                                                   |               |                   |               |                  |               |
| 100 m              | Qian Hong                                                         | 1 min 00 s 39 | Angel Myers       | 1 min 00 s 62 | Jenna Johnson    | 1 min 00 s 90 |
| 200 m              | Kelley Davies                                                     | 2 min 12 s 51 | Takayo Kitano     | 2 min 12 s 76 | Kiyomi Takahashi | 2 min 12 s 51 |
| 4 nages            |                                                                   |               |                   |               |                  |               |
| 200 m              | Angel Myers                                                       | 2 min 17 s 52 | Allison Higson    | 2 min 18 s 39 | Jane Kerr        | 2 min 20 s 15 |
| 400 m              | Janet Evans                                                       | 4 min 44 s 99 | Garland O'Keefe   | 4 min 47 s 13 | Donna Procter    | 4 min 47 s 40 |
| Relais             |                                                                   |               |                   |               |                  |               |
| 4x100 m nage libre | États-Unis Dara Torres Jenna Johnson Grace Cornelius Laura Walker | 3 min 43 s 90 | Chine             | 3 min 49 s 34 | Australie        | 3 min 49 s 48 |
| 4x200 m nage libre | États-Unis Mitzi Kremer Trina Radke Nancy Marley Francis O'Leary  | 8 min 06 s 54 | Australie         | 8 min 13 s 58 | Canada           | 8 min 16 s 82 |
| 4x100 m 4 nages    | États-Unis Dara Torres Kristen Linehan Susan Johnson Angel Myers  | 4 min 09 s 50 | Canada            | 8 min 13 s 90 | Chine            | 4 min 14 s 22 |